# Ekstraliga polska w hokeju na lodzie (2011/2012)/składy-transfery
Kluby mogły podejmować ewentualne zmiany w składach poprzez dokonywane transfery do 20 grudnia 2011.
Legenda
(*) – zawodnik dołączył do klubu / odszedł z klubu przed sezonem

(**) – zawodnik dołączył do klubu / odszedł z klubu w trakcie sezonu

## Aksam Unia Oświęcim
Trener:  Tomasz Piątek 

Asystent:  Waldemar Klisiak

| Nr | Imię i nazwisko                   | Data urodzenia            | Wzrost | Waga | Pozycja   | Były klub                         |
| -- | --------------------------------- | ------------------------- | ------ | ---- | --------- | --------------------------------- |
| 35 | Sebastian Stańczyk                | 20 kwietnia 1987(dts)     | 171    | 73   | bramkarz  | wychowanek                        |
| 33 | Przemysław Witek                  | 7 kwietnia 1981(dts)      | 175    | 80   | bramkarz  | GKS Tychy / wychowanek            |
| 29 | Krzysztof Zborowski               | 22 maja 1982(dts)         | 184    | 82   | bramkarz  | Wojas Podhale Nowy Targ           |
| 21 | Jarosław Kłys – były kapitan      | 23 lipca 1977(dts)        | 183    | 82   | obrońca   | ComArch Cracovia / wychowanek     |
| 46 | Piotr Cinalski                    | 25 stycznia 1980(dts)     | 185    | 88   | obrońca   | Akuna Naprzód Janów               |
| 17 | Jerzy Gabryś – były p.o. kapitana | 7 sierpnia 1981(dts)      | 186    | 81   | obrońca   | Zagłębie Sosnowiec / wychowanek   |
| ?  | Michał Kasperczyk                 | 6 grudnia 1988(dts)       | 182    | 91   | obrońca   | Bisset Polonia Bytom / wychowanek |
| 57 | Patryk Noworyta                   | 4 lipca 1983(dts)         | 181    | 86   | obrońca   | ComArch Cracovia / wychowanek     |
| 16 | Grzegorz Piekarski                | 19 grudnia 1978(dts)      | 178    | 88   | obrońca   | JKH GKS Jastrzębie                |
| 23 | Tomasz Połącarz                   | 13 października 1982(dts) | 184    | 94   | obrońca   | KH Sanok / wychowanek             |
| 6  | Miroslav Zaťko – kapitan          | 27 stycznia 1984(dts)     | 189    | 96   | obrońca   | Akuna Naprzód Janów               |
| 10 | Mariusz Jakubik                   | 18 marca 1982(dts)        | 174    | 82   | napastnik | Zagłębie Sosnowiec / wychowanek   |
| 32 | Marcin Jaros                      | 27 lutego 1981(dts)       | 185    | 90   | napastnik | Zagłębie Sosnowiec / wychowanek   |
| 28 | Mikołaj Łopuski                   | 24 grudnia 1985(dts)      | 189    | 83   | napastnik | ComArch Cracovia                  |
| 12 | Sebastian Kowalówka               | 9 sierpnia 1986(dts)      | 186    | 79   | napastnik | Akuna Naprzód Janów / wychowanek  |
| 93 | Róbert Krajči                     | 2 lutego 1981(dts)        | 176    | 76   | napastnik | MsHK Žilina                       |
| 77 | Marek Modrzejewski                | 27 maja 1984(dts)         | 177    | 87   | napastnik | wychowanek                        |
| 81 | Damian Piotrowicz                 | 26 sierpnia 1991(dts)     | 180    | 78   | napastnik | wychowanek                        |
| 48 | Radek Procházka                   | 6 stycznia 1978(dts)      | 176    | 82   | napastnik | HC Kometa Brno                    |
| 7  | Jakub Radwan                      | 11 marca 1982(dts)        | 173    | 75   | napastnik | JKH GKS Jastrzębie                |
| 98 | Lukáš Říha                        | 20 marca 1981(dts)        | 183    | 80   | napastnik | MHC Martin                        |
| 19 | Wojciech Stachura                 | 19 stycznia 1982(dts)     | 182    | 75   | napastnik | Akuna Naprzód Janów               |
| 55 | Peter Tabaček                     | 20 stycznia 1985(dts)     | 184    | 89   | napastnik | Akuna Naprzód Janów               |
| 91 | Petr Valušiak                     | 7 września 1986(dts)      | 181    | 80   | napastnik | KTH Krynica                       |
| 85 | Wojciech Wojtarowicz              | 11 listopada 1980(dts)    | 180    | 85   | napastnik | Akuna Naprzód Janów               |

- Jako gracze krajowi traktowani byli Miroslav Zaťko, Peter Tabaček i Petr Valušiak.

Przyszli:
- Jarosław Kłys ←  ComArch Cracovia[2]
- Patryk Noworyta ←  ComArch Cracovia[3]
- Radek Procházka ←  HC Kometa Brno[4]
- Mikołaj Łopuski ←  ComArch Cracovia[5]
  -  Charles Franzén ←  SC Miercurea-Ciuc (14.11.2011)[6]
  -  Michał Kasperczyk ←  Bisset Polonia Bytom (grudzień 2011)[7]

Odeszli:
- Waldemar Klisiak → koniec kariery[8]
- Paweł Dronia →  Ciarko PBS Bank KH Sanok[9]
- Patrik Flašar →  HC Vítkovice →  Lippe-Hockey-Hamm
- Mateusz Adamus →  Polonia Bytom[10]
- Maciej Szewczyk →  KH Zagłębie Sosnowiec[10][11]
- Adam Żogała →  HC GKS Katowice
- Rafał Bibrzycki →  HC GKS Katowice[10][12]
- Łukasz Sękowski →  HC GKS Katowice[10][12]
  -  Karel Suchánek → ? (po 19. kolejce zdymisjonowany 10.11.2011)[13]
  -  Sławomir Wieloch → ? (po 19. kolejce zdymisjonowany 10.11.2011)[13]
  -  Adrian Kowalówka →  ComArch Cracovia (listopad 2011)[14][15]
  -  Charles Franzén → (po drugim meczu o 3. miejsce, 10.03.2012)  Lidingö Vikings[16]

## Ciarko PBS Bank KH Sanok
Trener:  Marek Ziętara

Asystent: wakat

| Nr | Imię i nazwisko         | Data urodzenia            | Wzrost | Waga | Pozycja   | Były klub                            |
| -- | ----------------------- | ------------------------- | ------ | ---- | --------- | ------------------------------------ |
| 44 | Daniel Kachniarz        | 8 sierpnia 1986(dts)      | 176    | 78   | bramkarz  | JKH GKS Jastrzębie                   |
| 69 | Bartosz Maza            | 29 listopada 1990(dts)    | 175    | 86   | bramkarz  | Stoczniowiec Gdańsk                  |
| 90 | Przemysław Odrobny      | 21 października 1985(dts) | 191    | 85   | bramkarz  | Stoczniowiec Gdańsk                  |
| 86 | Łukasz Bułanowski       | 1 maja 1993(dts)          | 193    | 90   | obrońca   | Legia Warszawa                       |
| 12 | Paweł Dronia            | 30 czerwca 1989(dts)      | 180    | 78   | obrońca   | Aksam Unia Oświęcim                  |
| 68 | Roman Guričan           | 17 kwietnia 1982(dts)     | 179    | 85   | obrońca   | VTJ Topolczany                       |
| 6  | Ivo Kotaška             | 26 stycznia 1980(dts)     | 182    | 89   | obrońca   | HC Czeskie Budziejowice              |
| 61 | Zoltán Kubát            | 21 lutego 1983(dts)       | 183    | 93   | obrońca   | TKH Nesta Toruń                      |
| 29 | Dawid Maciejewski       | 2 stycznia 1991(dts)      | 188    | 88   | obrońca   | Stoczniowiec Gdańsk                  |
| 53 | Pavel Mojžíš            | 31 października 1977(dts) | 180    | 90   | obrońca   | HC Kometa Brno                       |
| 23 | Bogusław Rąpała         | 11 grudnia 1981(dts)      | 176    | 87   | obrońca   | wychowanek                           |
| 55 | Paweł Skrzypkowski      | 1 kwietnia 1986(dts)      | 188    | 85   | obrońca   | Stoczniowiec Gdańsk                  |
| 13 | Marcin Biały            | 17 czerwca 1988(dts)      | 179    | 70   | napastnik | MHk Lipt. Mikułasz U-20 / wychowanek |
| 9  | Krystian Dziubiński     | 28 maja 1988(dts)         | 180    | 84   | napastnik | Podhale Nowy Targ                    |
| 84 | Dariusz Gruszka         | 26 listopada 1988(dts)    | 186    | 73   | napastnik | Podhale Nowy Targ                    |
| 25 | Marcin Kolusz           | 18 stycznia 1985(dts)     | 185    | 82   | napastnik | MMKS Podhale Nowy Targ               |
| 91 | Sławomir Krzak          | 4 listopada 1977(dts)     | 184    | 86   | napastnik | KTH Krynica                          |
| 89 | Tomasz Malasiński       | 23 sierpnia 1986(dts)     | 183    | 71   | napastnik | Podhale Nowy Targ                    |
| 22 | Maciej Mermer – kapitan | 22 kwietnia 1978(dts)     | 177    | 78   | napastnik | Orlik Opole / wychowanek             |
| 27 | Wojciech Milan          | 15 września 1978(dts)     | 181    | 86   | napastnik | TKH Toruń / wychowanek               |
| 20 | Michał Radwański        | 20 lipca 1980(dts)        | 178    | 82   | napastnik | Cracovia / wychowanek                |
| 80 | Marek Strzyżowski       | 1 stycznia 1989(dts)      | 176    | 80   | napastnik | wychowanek                           |
| 73 | Josef Vítek             | 6 stycznia 1981(dts)      | 176    | 80   | napastnik | GKS Tychy                            |
| 8  | Martin Vozdecký         | 11 maja 1978(dts)         | 186    | 80   | napastnik | HK Nitra                             |
| 81 | Mateusz Wilusz          | 31 marca 1990(dts)        | 177    | 76   | napastnik | wychowanek                           |
| 19 | Krzysztof Zapała        | 11 marca 1982(dts)        | 177    | 78   | napastnik | Podhale Nowy Targ                    |

- Jako gracze krajowi traktowani byli Roman Guričan, Zoltán Kubát i Josef Vitek.
- W trakcie sezonu 19.10.2011 Michał Radwański został zdyskwalifikowany na miesiąc za stosowanie środków dopingujących[17]

Przyszli:
- Paweł Dronia ←  Aksam Unia Oświęcim[9]
- Przemysław Odrobny ←  Stoczniowiec Gdańsk[9]
- Paweł Skrzypkowski ←  Stoczniowiec Gdańsk
- Bartosz Maza ←  Stoczniowiec Gdańsk
- Marcin Kolusz ←  MMKS Podhale Nowy Targ
- Daniel Kachniarz ←  JKH GKS Jastrzębie
- Łukasz Bułanowski ←  Legia Warszawa
- Pavel Mojžíš ←  HC Kometa Brno[18]
- Ivo Kotaška ←  HC Czeskie Budziejowice[19]
- Josef Vítek ←  GKS Tychy
  -  Sławomir Krzak ←  KTH Krynica (wrzesień 2011)[20]

Odeszli:
- Michał Plaskiewicz →  Nesta Karawela Toruń[21]
- Marek Rączka →  GKS Tychy[9]
- Dawid Słowakiewicz → bez klubu[22] /  Rönnängs IK[23]
- Piotr Koseda →  Nesta Karawela Toruń[22]
- Tobiasz Bigos →  GKS Tychy[24]
- Dmitri Suur →  Hull Stingrays[22]
- Sebastian Owczarek →  JKH GKS Jastrzębie[22][25]
- Martin Ivičič →  JKH GKS Jastrzębie[18]
- Adrian Maciejko →  Legia Warszawa
- Piotr Poziomkowski → koniec kariery
- Kamil Wajda → nie podjął treningów[26]
  -  Milan Jančuška → dymisja (po 10. kolejce, październik 2011)[27] →  MsHK Žilina[28]

## ComArch Cracovia
Trener:  Rudolf Roháček

Asystent:  Andrzej Pasiut

| Nr | Imię i nazwisko              | Data urodzenia            | Wzrost | Waga | Pozycja   | Były klub                         |
| -- | ---------------------------- | ------------------------- | ------ | ---- | --------- | --------------------------------- |
| 33 | Mateusz Kulig                | 24 lipca 1990(dts)        | 170    | 65   | bramkarz  | wychowanek                        |
| 31 | Rafał Radziszewski           | 10 lipca 1981(dts)        | 178    | 90   | bramkarz  | Podhale Nowy Targ                 |
| 94 | Ondřej Raszka                | 4 marca 1990(dts)         | 192    | 92   | bramkarz  | KTH Krynica                       |
| 74 | Nicolas Besch                | 25 października 1984(dts) | 179    | 82   | obrońca   | Jukurit                           |
| 5  | Mariusz Dulęba               | 8 lutego 1975(dts)        | 182    | 90   | obrońca   | Dwory Unia SSA Oświęcim           |
| 28 | Tuomas Immonen               | 16 maja 1983(dts)         | 183    | 82   | obrońca   | Vaasan Sport                      |
| 66 | Adrian Kowalówka             | 7 grudnia 1983(dts)       | 185    | 85   | obrońca   | Aksam Unia Oświęcim               |
| 16 | Łukasz Kulik                 | 11 stycznia 1987(dts)     | 187    | 90   | obrońca   | KH Zagłębie Sosnowiec             |
| 87 | Joel Lenius                  | 26 listopada 1986(dts)    | 181    | 87   | obrońca   | Univ. of Toronto                  |
| 55 | Patrik Prokop                | 16 stycznia 1988(dts)     | 183    | 84   | obrońca   | Cincinnati Cyclones               |
| 2  | Łukasz Sznotala              | 4 stycznia 1993(dts)      | 185    | 90   | obrońca   | wychowanek                        |
| 8  | Patryk Wajda                 | 20 maja 1988(dts)         | 179    | 75   | obrońca   | SMS II PZHL Sosnowiec             |
| 77 | Łukasz Wilczek               | 16 marca 1982(dts)        | 178    | 84   | obrońca   | Aksam Unia Oświęcim               |
| 96 | Sebastian Biela              | 9 września 1981(dts)      | 177    | 82   | napastnik | Pol-Aqua Zagłębie Sosnowiec       |
| 70 | Aron Chmielewski             | 9 października 1991(dts)  | 190    | 75   | napastnik | Stoczniowiec Gdańsk               |
| 77 | Tomasz Cieślicki             | 1 października 1989(dts)  | 188    | 90   | napastnik | KTH Krynica                       |
| 24 | Petr Dvořák                  | 11 października 1983(dts) | 185    | 90   | napastnik | HC Valašské Meziříčí              |
| 25 | Grzegorz Horowski            | 2 września 1986(dts)      | 174    | 65   | napastnik | KTH Krynica                       |
| 25 | Paweł Kosidło                | 22 lutego 1991(dts)       | 178    | 69   | napastnik | MUKS Orlik Opole                  |
| 97 | David Kostuch                | 11 sierpnia 1987(dts)     | 182    | 82   | napastnik | Canisius College                  |
| 22 | Daniel Laszkiewicz – kapitan | 2 lutego 1976(dts)        | 184    | 93   | napastnik | TKH ThyssenKrupp Energostal Toruń |
| 81 | Leszek Laszkiewicz           | 11 sierpnia 1978(dts)     | 186    | 84   | napastnik | GKS Jastrzębie                    |
| 27 | Rafał Martynowski            | 7 sierpnia 1984(dts)      | 178    | 82   | napastnik | Pfaffenhofen Icehogs              |
| 91 | Michał Piotrowski            | 7 lipca 1981(dts)         | 182    | 85   | napastnik | Wojas Podhale Nowy Targ           |
| 89 | Łukasz Rutkowski             | 4 sierpnia 1987(dts)      | 173    | 75   | napastnik | KH Zagłębie Sosnowiec             |
| 10 | Piotr Sarnik                 | 15 lutego 1977(dts)       | 180    | 86   | napastnik | KH Zagłębie Sosnowiec             |
| 9  | Damian Słaboń                | 28 stycznia 1979(dts)     | 177    | 82   | napastnik | GKS Tychy                         |
| 66 | Nick Sucharski               | 15 listopada 1987(dts)    | 185    | 80   | napastnik | Rio Grande Valley Killer Bees     |
| 23 | Sebastian Witowski           | 13 września 1976(dts)     | 178    | 75   | napastnik | KTH Krynica                       |

- Jako gracze krajowi traktowani byli Ondřej Raszka i Rafał Martynowski.
- 19 października 2011 Daniel Laszkiewicz został zdyskwalifikowany na rok za stosowanie środków dopingujących[29]. W grudniu 2011 karę zmniejszono do 9 miesięcy[30].

Przyszli:
- Łukasz Kulik ←  KH Zagłębie Sosnowiec[31]
- David Brodawski ←  Rosenborg IHK[32]
- Nicolas Besch ←  Jukurit[33]
- Petr Seidler ←  HC Slezan Opava[34]
- Nick Sucharski ←  Rio Grande Valley Killer Bees[35]
- Aron Chmielewski ←  Stoczniowiec Gdańsk[36]
- Joel Lenius ←  Univ. of Toronto[37]
- Tuomas Immonen ←  Vaasan Sport[38]
  -  Tomasz Cieślicki ←  KTH Krynica (listopad 2011)[39]
  -  Grzegorz Horowski ←  KTH Krynica (listopad 2011)[39]
  -  Adrian Kowalówka ←  Aksam Unia Oświęcim (grudzień 2011)[15]
  -  Maciej Postek ←  Vienna Capitals (grudzień 2011)[15]
  -  David Kostuch ← przerwa w karierze (luty 2011)[40]

Odeszli:
- David Hoda →  HC Vsetín
- Jiří Raszka →  HC GKS Katowice
- Filip Simka →  HK Trnava
- Jarosław Kłys →  Aksam Unia Oświęcim[2]
- Patryk Noworyta →  Aksam Unia Oświęcim[3]
- Tomasz Landowski →  MMKS Podhale Nowy Targ[41]
- Konrad Guzik →  MMKS Podhale Nowy Targ
- Grzegorz Pasiut →  GKS Tychy[42]
- Mikołaj Łopuski →  Aksam Unia Oświęcim[5]
- David Brodawski →  HC GKS Katowice
- Michał Karcz →  KTH Krynica
  -  David Kostuch → zawieszenie kariery (wrzesień 2011)[43]
  -  Petr Seidler →  HC RT Torax Poruba (październik 2011)[44]
  -  Maciej Postek → ? (styczeń 2012)[45]

## GKS Tychy
Trener:  Wojciech Matczak

Asystent:  Dominik Salamon

| Nr | Imię i nazwisko     | Data urodzenia            | Wzrost | Waga | Pozycja   | Były klub              |
| -- | ------------------- | ------------------------- | ------ | ---- | --------- | ---------------------- |
| 33 | Marek Rączka        | 9 października 1979(dts)  | 173    | 73   | bramkarz  | MMKS Podhale Nowy Targ |
| 18 | Arkadiusz Sobecki   | 15 stycznia 1980(dts)     | 175    | 70   | bramkarz  | wychowanek             |
| 32 | Sebastian Zgórski   | 30 sierpnia 1989(dts)     | 175    | 62   | bramkarz  | Orlik Opole            |
| 15 | Igor Bobček         | 6 października 1983(dts)  | 191    | 92   | obrońca   | HC Dukla Trenczyn      |
| 23 | Bartosz Ciura       | 20 listopada 1992(dts)    | 185    | 83   | obrońca   | UKH Śnieżka Dębica     |
| 13 | Marian Csorich      | 1 grudnia 1979(dts)       | 190    | 97   | obrońca   | ComArch Cracovia       |
| 37 | Artur Gwiżdż        | 25 czerwca 1984(dts)      | 191    | 94   | obrońca   | KTH Krynica            |
| 46 | Tomáš Jakeš         | 20 marca 1976(dts)        | 185    | 85   | obrońca   | HC Vsetín              |
| 87 | Michał Kotlorz      | 12 maja 1987(dts)         | 180    | 80   | obrońca   | Akuna Naprzód Janów    |
| 44 | Krzysztof Majkowski | 20 marca 1976(dts)        | 188    | 92   | obrońca   | wychowanek             |
| 77 | Łukasz Mejka        | 19 marca 1981(dts)        | 185    | 83   | obrońca   | KH Zagłębie Sosnowiec  |
| 45 | Łukasz Sokół        | 12 września 1981(dts)     | 188    | 85   | obrońca   | BTH Bydgoszcz          |
| 55 | Jakub Wanacki       | 12 marca 1991(dts)        | 190    | 90   | obrońca   | MUKS Orlik Opole       |
| 3  | Adam Bagiński       | 17 marca 1980(dts)        | 184    | 82   | napastnik | Stoczniowiec Gdańsk    |
| 11 | Paweł Banachewicz   | 28 lipca 1989(dts)        | 177    | 73   | napastnik | wychowanek             |
| 80 | Teddy Da Costa      | 17 lutego 1986(dts)       | 181    | 80   | napastnik | Rouen Hockey Élite 76  |
| 20 | Radosław Galant     | 10 listopada 1990(dts)    | 188    | 83   | napastnik | KTH Krynica            |
| 71 | Marcin Kozłowski    | 10 kwietnia 1983(dts)     | 174    | 74   | napastnik | KH Zagłębie Sosnowiec  |
| 81 | Tomasz Kozłowski    | 23 września 1986(dts)     | 181    | 75   | napastnik | KH Zagłębie Sosnowiec  |
| 19 | Adrian Parzyszek    | 18 października 1975(dts) | 180    | 84   | napastnik | Naprzód Janów          |
| 61 | Grzegorz Pasiut     | 7 maja 1987(dts)          | 184    | 74   | napastnik | ComArch Cracovia       |
| 10 | Martin Przygodzki   | 26 września 1991(dts)     | 183    | 70   | napastnik | HC Dukla Trenczyn U-20 |
| 9  | Michał Sowa         | 30 maja 1991(dts)         | 176    | 76   | napastnik | wychowanek             |
| 91 | Łukasz Sośnierz     | 30 stycznia 1991(dts)     | 174    | 76   | napastnik | Naprzód Janów          |
| 31 | Roman Šimíček       | 4 listopada 1971(dts)     | 190    | 104  | napastnik | HC Vítkovice           |
| 66 | Jakub Witecki       | 21 lipca 1990(dts)        | 188    | 82   | napastnik | KTH Krynica            |
| 14 | Michał Woźnica      | 10 maja 1983(dts)         | 178    | 80   | napastnik | wychowanek             |

- Jako gracz krajowy traktowani byli Teddy Da Costa i Martin Przygodzki.

Przyszli:
- Jacek Płachta ←  HC GKS Katowice
- Grzegorz Pasiut ←  ComArch Cracovia[42]
- Marek Rączka ←  Ciarko KH Sanok[46]
- Tobiasz Bigos ←  Ciarko KH Sanok[24]
- Teddy Da Costa ←  Rouen Hockey Élite 76[47]
- Bartosz Ciura ←  UKH Śnieżka Dębica[48]
- Marcin Kozłowski ←  KH Zagłębie Sosnowiec
- Tomasz Kozłowski ←  KH Zagłębie Sosnowiec
- Łukasz Sośnierz ←  Naprzód Janów
- Jakub Wanacki ←  MUKS Orlik Opole wypożyczony[49]
- Martin Przygodzki ←  HC Dukla Trenczyn U-20 wypożyczony[50]
  -  Igor Bobček ←  HC Dukla Trenczyn (grudzień 2011)[51]
  -  Wojciech Matczak ← ? (15.01.2012)

Odeszli:
- Jiří Šejba →  HC Pardubice
- Sebastian Gonera →  HC GKS Katowice[52]
- Michał Garbocz →  Anglet Hormadi[53]
- Piotr Jakubowski →  HC GKS Katowice
- Tomasz Maćkowiak →  HC GKS Katowice
- Krzysztof Śmiełowski →  HC GKS Katowice
- Sławomir Krzak →  KTH Krynica
- Ladislav Paciga →  HC 07 Detva
- Josef Vítek →  Ciarko PBS Bank KH Sanok
  -  Tobiasz Bigos →  HC GKS Katowice (grudzień 2011)[54][55]
  -  Jacek Płachta → ? (po 30. kolejce złożył rezygnację 14.01.2012)[56]

## JKH GKS Jastrzębie
Trener:  Jiří Režnar

Asystent:  Jacek Chrabański

| Nr | Imię i nazwisko                 | Data urodzenia            | Wzrost | Waga | Pozycja   | Były klub                          |
| -- | ------------------------------- | ------------------------- | ------ | ---- | --------- | ---------------------------------- |
| 1  | Michał Elżbieciak               | 11 kwietnia 1983(dts)     | 176    | 69   | bramkarz  | KTH Krynica                        |
| 30 | Kamil Feć                       | 27 lutego 1992(dts)       | 182    | 64   | bramkarz  | wychowanek                         |
| 31 | Kamil Kosowski                  | 17 lutego 1987(dts)       | 184    | 80   | bramkarz  | SMS I PZHL Sosnowiec / wychowanek  |
| 44 | Mariusz Ryszkaniec              | 13 lutego 1992(dts)       | 176    | 67   | bramkarz  | Orlik Opole / wychowanek           |
| 69 | Mateusz Bryk                    | 24 sierpnia 1989(dts)     | 184    | 80   | obrońca   | wychowanek                         |
| 41 | Bartosz Dąbkowski               | 7 lutego 1985(dts)        | 185    | 95   | obrońca   | TKH Nesta Toruń                    |
| 17 | Kamil Górny                     | 20 września 1989(dts)     | 182    | 80   | obrońca   | wychowanek                         |
| 77 | Martin Ivičič                   | 17 lutego 1976(dts)       | 180    | 82   | obrońca   | Ciarko KH Sanok                    |
| 22 | Adrian Labryga                  | 11 lutego 1979(dts)       | 186    | 95   | obrońca   | KH Zagłębie Sosnowiec              |
| 68 | Tomasz Pastryk                  | 23 lutego 1986(dts)       | 193    | 89   | obrońca   | wychowanek                         |
| 85 | Mateusz Rompkowski              | 8 maja 1986(dts)          | 184    | 85   | obrońca   | Stoczniowiec Gdańsk                |
| 8  | Richard Bordowski               | 20 czerwca 1982(dts)      | 185    | 94   | napastnik | HC Ołomuniec                       |
| 29 | Mateusz Danieluk                | 17 kwietnia 1986(dts)     | 188    | 93   | napastnik | KH Zagłębie Sosnowiec / wychowanek |
| 27 | Filip Drzewiecki                | 1 maja 1984(dts)          | 177    | 79   | napastnik | Ciarko KH Sanok                    |
| 96 | Arkadiusz Kąkol                 | 12 lipca 1988(dts)        | 177    | 72   | napastnik | Legia Warszawa / wychowanek        |
| 23 | Patryk Kogut                    | 19 października 1991(dts) | 186    | 83   | napastnik | Naprzód Janów                      |
| 91 | Richard Král                    | 16 maja 1970(dts)         | 186    | 96   | napastnik | BK Mladá Boleslav                  |
| 10 | Tomasz Kulas                    | 22 września 1989(dts)     | 180    | 75   | napastnik | wychowanek                         |
| 13 | Petr Lipina                     | 21 sierpnia 1977(dts)     | 186    | 96   | napastnik | HC Kometa Brno                     |
| 42 | Szymon Marzec                   | 28 marca 1991(dts)        | 190    | 86   | napastnik | Stoczniowiec Gdańsk                |
| 61 | Błażej Salamon                  | 25 października 1987(dts) | 178    | 84   | napastnik | Polonia Bytom                      |
| 16 | Marcin Słodczyk – p.o. kapitana | 3 czerwca 1979(dts)       | 182    | 91   | napastnik | Akuna Naprzód Janów                |
| 89 | Mateusz Strużyk                 | 5 czerwca 1989(dts)       | 184    | 89   | napastnik | Stoczniowiec Gdańsk                |
| 15 | Michał Szczurek                 | 26 czerwca 1990(dts)      | 178    | 70   | napastnik | wychowanek                         |
| 92 | Maciej Urbanowicz – kapitan     | 12 lipca 1986(dts)        | 183    | 89   | napastnik | Energa Stoczniowiec Gdańsk         |

- Jako gracz krajowy traktowany był Richard Bordowski.

Przyszli:
- Filip Drzewiecki ←  Stoczniowiec Gdańsk[57]
- Szymon Marzec ←  Stoczniowiec Gdańsk[58]
- Mateusz Strużyk ←  Stoczniowiec Gdańsk[58]
- Mateusz Rompkowski ←  Stoczniowiec Gdańsk[59]
- Sebastian Owczarek ←  Ciarko KH Sanok[22][25]
- Martin Ivičič ←  Ciarko KH Sanok[60]
- Michał Elżbieciak ←  KTH Krynica

Odeszli:
- Milan Furo →  HC GKS Katowice[61]
- Rafał Bernacki →  Orlik Opole
- Bartłomiej Bychawski →  Orlik Opole
- Tomasz Mackiewicz →  Orlik Opole
- Daiel Kachniarz →  Ciarko PBS Bank KH Sanok
- Damian Kiełbasa → kariera zakończona
- Daniel Galant → przerwa w karierze[62]
- Patrik Rimmel →  AZ Hawierzów
  -  Sebastian Owczarek →  Polonia Bytom (listopad 2011)[63]

## MMKS Podhale Nowy Targ
Trener:  Jacek Szopiński

Asystent:  Gabriel Samolej

| Nr | Imię i nazwisko                   | Data urodzenia            | Wzrost | Waga | Pozycja       | Były klub                   |
| -- | --------------------------------- | ------------------------- | ------ | ---- | ------------- | --------------------------- |
| 39 | Sebastian Mrugała                 | 2 kwietnia 1992(dts)      | 172    | 84   | bramkarz      | wychowanek                  |
| 41 | Bartłomiej Niesłuchowski          | 7 września 1991(dts)      | 185    | 84   | bramkarz      | Wojas Podhale Nowy Targ     |
| 33 | Tomasz Rajski                     | 15 czerwca 1985(dts)      | 174    | 74   | bramkarz      | Pol-Aqua Zagłębie Sosnowiec |
| 91 | Władysław Bryniczka               | 15 czerwca 1991(dts)      | 178    | 86   | obrońca (L)   | wychowanek                  |
| 10 | Dominik Cecuła                    | 4 września 1990(dts)      | 182    | 80   | obrońca (P)   | wychowanek                  |
| 18 | Rafał Dutka – kapitan             | 14 sierpnia 1985(dts)     | 179    | 84   | obrońca (P)   | Wojas Podhale Nowy Targ     |
| 4  | Łukasz Gacek                      | 27 lipca 1993(dts)        | 174    | 75   | obrońca (L)   | wychowanek                  |
| 11 | Kamil Kapica                      | 23 sierpnia 1989(dts)     | 182    | 84   | obrońca (L)   | KH Ciarko Sanok             |
| 15 | Tomasz Landowski                  | 11 grudnia 1988(dts)      | 188    | 82   | obrońca (P)   | ComArch Cracovia            |
| 23 | Sebastian Łabuz                   | 12 lutego 1978(dts)       | 195    | 105  | obrońca (P)   | Wojas Podhale Nowy Targ     |
| 77 | Robert Mrugała                    | 6 czerwca 1991(dts)       | 188    | 79   | obrońca       | wychowanek                  |
| 76 | Maciej Sulka                      | 21 lutego 1987(dts)       | 183    | 84   | obrońca (L)   | Wojas Podhale Nowy Targ     |
| 20 | Bartłomiej Bomba                  | 4 maja 1988(dts)          | 174    | 87   | napastnik (L) | TKH Nesta Toruń             |
| 13 | Kasper Bryniczka                  | 15 kwietnia 1990(dts)     | 176    | 86   | napastnik (L) | Wojas Podhale Nowy Targ     |
| 74 | Rafał Ćwikła                      | 13 lipca 1989(dts)        | 175    | 76   | napastnik (L) | Gimo IF                     |
| 95 | Mariusz Jastrzębski               | 21 stycznia 1985(dts)     | 185    | 78   | napastnik (Ś) | Akuna Naprzód Janów         |
| 97 | Piotr Kmiecik                     | 14 czerwca 1990(dts)      | 175    | 77   | napastnik (L) | Wojas Podhale Nowy Targ     |
| 14 | Kacper Kos                        | 4 czerwca 1991(dts)       | 183    | 71   | napastnik (P) | wychowanek                  |
| 98 | Mateusz Michalski                 | 29 lipca 1992(dts)        | 183    | 72   | napastnik (P) | wychowanek                  |
| 9  | Bartłomiej Neupauer               | 24 sierpnia 1991(dts)     | 174    | 75   | napastnik (L) | Wojas Podhale Nowy Targ     |
| 21 | Marek Puławski                    | 21 października 1991(dts) | 171    | 73   | napastnik (P) | wychowanek                  |
| 7  | Jarosław Różański – p.o. kapitana | 29 sierpnia 1976(dts)     | 179    | 84   | napastnik (L) | Pol-Aqua Zagłębie Sosnowiec |
| 22 | Łukasz Szumal                     | 16 października 1991(dts) | 172    | 70   | napastnik (L) | wychowanek                  |
| 88 | Mateusz Tylka                     | 26 stycznia 1989(dts)     | 178    | 71   | napastnik (L) | TMH Bisset Polonia Bytom    |
| 85 | Filip Wielkiewicz                 | 11 listopada 1994(dts)    | 177    | 80   | napastnik (L) | wychowanek                  |
| 88 | Piotr Ziętara                     | 22 listopada 1988(dts)    | 177    | 84   | napastnik (P) | KTH Krynica                 |

Przyszli:
- Tomasz Landowski ←  ComArch Cracovia
- Rafał Ćwikła ←  Gimo IF
- Kelly Czuy ←  Stockton Thunder[64]
- Robert Budaj ←  HK 95 Považská Bystrica
- Piotr Ziętara ←  KTH Krynica[65]
- Václav Chomič ←  HC Oceláři Trzyniec[66]

Odeszli:
- František Bakrlík →  Hull Stingrays
- Milan Baranyk →  HC RT Torax Poruba →  Bisons de Neuilly-sur-Marne[67]
- Marcin Kolusz →  Ciarko Bank PBS Sanok
- Jarosław Furca → koniec kariery
- Bartłomiej Gaj → koniec kariery
- Michał Marek → koniec kariery
- Damian Kapica →  HC Oceláři Trzyniec
  -  Václav Chomič →  HC Nowy Jiczyn (październik 2011) ?
  -  Robert Budaj →
  -  Kelly Czuy →  Rapid City Rush[68][69]

## Nesta Karawela Toruń
Trener:  Jaroslav Lehocký

Asystent:  Tomasz Jaworski

| Nr | Imię i nazwisko               | Data urodzenia            | Wzrost | Waga | Pozycja   | Były klub                    |
| -- | ----------------------------- | ------------------------- | ------ | ---- | --------- | ---------------------------- |
| 1  | Michał Plaskiewicz            | 1 listopada 1983(dts)     | 180    | 74   | bramkarz  | KH Ciarko Sanok / wychowanek |
| 38 | Michał Wąsik                  | 6 grudnia 1991(dts)       | 176    | 78   | bramkarz  | MKS Sokoły Toruń             |
| 31 | Tomasz Witkowski              | 21 marca 1989(dts)        | 183    | 89   | bramkarz  | Energa Stoczniowiec Gdańsk   |
| 43 | Konrad Bałos                  | 3 sierpnia 1991(dts)      | 187    | 76   | obrońca   | MKS Sokoły Toruń             |
| 69 | Toms Bluks                    | 13 września 1982(dts)     | 183    | 88   | obrońca   | MKS Sokoły Toruń             |
| 25 | Aivars Gaisins                | 5 maja 1982(dts)          | 188    | 90   | obrońca   | Hull Stingrays               |
| ?  | Jakub Gimiński                | 29 stycznia 1994(dts)     | 182    | 88   | obrońca   | wychowanek                   |
| 13 | Piotr Koseda                  | 29 kwietnia 1985(dts)     | 176    | 87   | obrońca   | KH Ciarko Sanok              |
| 12 | Miłosz Lidtke                 | 22 czerwca 1989(dts)      | 181    | 85   | obrońca   | MKS Sokoły Toruń             |
| 4  | Dawid Maj                     | 22 sierpnia 1989(dts)     | 184    | 82   | obrońca   | Stoczniowiec Gdańsk          |
| 14 | Michał Porębski               | 15 kwietnia 1989(dts)     | 177    | 79   | obrońca   | MKS Sokoły Toruń             |
| 29 | Michał Smeja                  | 1 czerwca 1981(dts)       | 190    | 91   | obrońca   | Stoczniowiec Gdańsk          |
| 26 | Milan Baranyk                 | 6 lutego 1980(dts)        | 180    | 72   | napastnik | Bisons de Neuilly-sur-Marne  |
| 18 | Przemysław Bomastek – kapitan | 22 lutego 1979(dts)       | 189    | 98   | napastnik | wychowanek                   |
| 10 | Łukasz Chrzanowski            | 19 marca 1980(dts)        | 181    | 86   | napastnik | wychowanek                   |
| 68 | Jacek Dzięgiel                | 10 stycznia 1985(dts)     | 172    | 67   | napastnik | KTH Krynica                  |
| 87 | Kamil Gościmiński             | 10 lipca 1989(dts)        | 187    | 87   | napastnik | wychowanek                   |
| 58 | Piotr Husak                   | 30 września 1991(dts)     | 183    | 83   | napastnik | MKS Sokoły Toruń             |
| 16 | Wojciech Jankowski            | 23 kwietnia 1981(dts)     | 179    | 81   | napastnik | Stoczniowiec Gdańsk          |
| 88 | Kamil Kalinowski              | 11 kwietnia 1992(dts)     | 175    | 70   | napastnik | MKS Sokoły Toruń             |
| 44 | Michał Kalinowski             | 17 listopada 1993(dts)    | 177    | 69   | napastnik | MKS Sokoły Toruń             |
| 66 | Mariusz Kuchnicki             | 20 czerwca 1986(dts)      | 176    | 80   | napastnik | MKS Sokoły Toruń             |
| 16 | Mateusz Kurpiewski            | 20 lipca 1991(dts)        | 178    | 72   | napastnik | MKS Sokoły Toruń             |
| 19 | Arkadiusz Marmurowicz         | 24 marca 1985(dts)        | 184    | 91   | napastnik | MKS Sokoły Toruń             |
| 15 | Daniel Minge                  | 13 kwietnia 1989(dts)     | 183    | 87   | napastnik | MKS Sokoły Toruń             |
| 98 | Bartosz Pieniak               | 24 kwietnia 1991(dts)     | 180    | 85   | napastnik | MKS Sokoły Toruń             |
| 91 | Paweł Połącarz                | 5 maja 1989(dts)          | 191    | 92   | napastnik | MMKS Podhale Nowy Targ       |
| 9  | Piotr Winiarski               | 29 października 1990(dts) | 175    | 80   | napastnik | SMS I PZHL Sosnowiec         |
| 91 | Marek Wróbel                  | 15 maja 1989(dts)         | 189    | 88   | napastnik | Stoczniowiec Gdańsk          |
| 17 | Tomasz Ziółkowski             | 11 lutego 1989(dts)       | 180    | 65   | napastnik | Stoczniowiec Gdańsk          |

Przyszli:
- Michał Plaskiewicz ←  Ciarko KH Sanok[21]
- Piotr Koseda ←  Ciarko KH Sanok[22]
- Dawid Maj ←  Stoczniowiec Gdańsk
- Michał Smeja ←  Stoczniowiec Gdańsk
- Wojciech Jankowski ←  Stoczniowiec Gdańsk
- Tomasz Ziółkowski ←  Stoczniowiec Gdańsk
- Aivars Gaisins ←  Hull Stingrays
  -  Milan Baranyk ←  Bisons de Neuilly-sur-Marne (listopad 2011)[70]
  -  Marek Wróbel ← przerwa w karierze (listopad 2011)[71]
  -  Jaroslav Lehocký ← (12.12.2011)[72]
  -  Tomasz Jaworski ← (grudzień 2011)[73]

Odeszli:
- Michał Wieczorek → koniec kariery[74]
- Edgars Adamovičs →  Herner EV 2007
- Andrejs Lavrenovs →  SMScredit.lv
- Tomasz Chyliński →  HC GKS Katowice
- Michał Porębski → ?
- Patryk Pronobis → Legia Warszawa (od grudnia 2011)
- Tomasz Proszkiewicz → ?
  -  Miłosz Ciesielski → ? (październik 2011)[75]
  -  Sebastian Wachowski → ? (październik 2011)[75]
  -  Wiesław Walicki → dymisja (po 26. kolejce, 07.12.2011)[76]

## Zagłębie Sosnowiec
Trener: ' Mariusz Kieca

Asystent:  Krzysztof Podsiadło

| Nr | Imię i nazwisko     | Data urodzenia           | Wzrost | Waga | Pozycja   | Były klub                |
| -- | ------------------- | ------------------------ | ------ | ---- | --------- | ------------------------ |
| 33 | Tomasz Dzwonek      | 15 kwietnia 1987(dts)    | 184    | 70   | bramkarz  | wychowanek               |
| 30 | Bartłomiej Nowak    | 30 grudnia 1990(dts)     | 184    | 70   | bramkarz  | SMS I Sosnowiec          |
| 33 | Zbigniew Szydłowski | 2 kwietnia 1976(dts)     | 178    | 72   | bramkarz  | TMH Bisset Polonia Bytom |
| 23 | Andrzej Banaszczak  | 5 października 1976(dts) | 183    | 95   | obrońca   | TMH Bisset Polonia Bytom |
| 7  | Rafał Cychowski     | 14 maja 1978(dts)        | 178    | 90   | obrońca   | Ciarko KH Sanok          |
| 6  | Kamil Duszak        | 11 kwietnia 1985(dts)    | 183    | 91   | obrońca   | wychowanek               |
| 12 | Michał Działo       | 8 lutego 1987(dts)       | 176    | 75   | obrońca   | Akuna Naprzód Janów      |
| ?  | Sebastian Gorczyca  | 20 maja 1992(dts)        | ?      | ?    | obrońca   | wychowanek               |
| 14 | Jakub Jaskólski     | 26 grudnia 1989(dts)     | 177    | 82   | obrońca   | wychowanek               |
| 37 | Pawieł Kostromitin  | 17 sierpnia 1990(dts)    | 170    | 75   | obrońca   | Zauralje Kurgan          |
| 78 | Jarosław Kuc        | 23 lutego 1978(dts)      | 184    | 86   | obrońca   | ComArch Cracovia         |
| 49 | Adrian Kurz         | 14 lutego 1990(dts)      | 178    | 76   | obrońca   | KTH Krynica              |
| 28 | Sebastian Baca      | 1 kwietnia 1993(dts)     | ?      | ?    | napastnik | wychowanek               |
| 5  | Tobiasz Bernat      | 12 stycznia 1983(dts)    | 176    | 81   | napastnik | SMS I Sosnowiec          |
| 25 | Mateusz Białek      | 6 marca 1991(dts)        | 192    | 102  | napastnik | wychowanek               |
| 29 | Jarosław Dołęga     | 16 lipca 1982(dts)       | 179    | 81   | napastnik | TKH Toruń                |
| 55 | Karel Horný         | 14 grudnia 1970(dts)     | 178    | 84   | napastnik | KTH Krynica              |
| 91 | Michał Jarnutowski  | 10 grudnia 1992(dts)     | ?      | ?    | napastnik | wychowanek               |
| 15 | Łukasz Kisiel       | 8 marca 1989(dts)        | 177    | 78   | napastnik | wychowanek               |
| 10 | Robert Kostecki     | 15 czerwca 1983(dts)     | 171    | 72   | napastnik | KTH Krynica              |
| 20 | Łukasz Podsiadło    | 2 lipca 1986(dts)        | 180    | 91   | napastnik | Naprzód Janów            |
| 28 | Maciej Stehlik      | 12 marca 1993(dts)       | ?      | ?    | napastnik | wychowanek               |
| ?  | Michał Stokłosa     | 18 maja 1992(dts)        | 171    | 74   | napastnik | wychowanek               |
| 4  | Maciej Szewczyk     | 31 maja 1989(dts)        | 175    | 74   | napastnik | Unia Oświęcim            |
| 8  | Artur Ślusarczyk    | 3 listopada 1977(dts)    | 182    | 90   | napastnik | Naprzód Janów            |
| 13 | Rafał Twardy        | 30 stycznia 1978(dts)    | 180    | 79   | napastnik | Unia Oświęcim            |
| 75 | Martin Voznik       | 14 czerwca 1975(dts)     | 175    | 78   | napastnik | HC GKS Katowice          |
| ?  | Stiepan Wasilcow    | 17 stycznia 1989(dts)    | 186    | 84   | napastnik | Zauralje Kurgan II       |
| 9  | Łukasz Zachariasz   | 20 września 1982(dts)    | 181    | 81   | napastnik | Stoczniowiec Gdańsk      |
| 18 | Jiří Zdeněk         | 12 listopada 1982(dts)   | 175    | 78   | napastnik | Ours de Villard-de-Lans  |

- Jako gracze krajowi traktowani był Pawieł Kostromitin.

Przyszli:
- Zbigniew Szydłowski ←  Bisset Polonia Bytom
- Michał Działo ←  Akuna Naprzód Janów
- Adrian Kurz ←  KTH Krynica
- Krzysztof Kozłowski ←  Sielec Sosnowiec
- Bartłomiej Stępień ←  Bisset Polonia Bytom
- Robert Kostecki ←  KTH Krynica
- Artur Ślusarczyk ←  Akuna Naprzód Janów
- Maciej Szewczyk ←  Unia Oświęcim[11]
- Pawieł Kostromitin ←  Zauralje Kurgan[11]
- Justin Mazurek ←  Bisset Polonia Bytom[11]
- Jiří Zdeněk ←  Ours de Villard-de-Lans[11]
  -  Martin Voznik ←  HC GKS Katowice (2011/12)
  -  Karel Horný ←  KTH Krynica (październik 2011)[77]
  -  Stiepan Wasilcow ←  Zauralje Kurgan II (październik/grudzień 2011)[78][79]

Odeszli:
- Łukasz Kulik →  ComArch Cracovia[31]
- Oktawiusz Marcińczak → koniec kariery
- Marcin Kozłowski →  GKS Tychy
- Tomasz Kozłowski →  GKS Tychy
- Martin Voznik →  HC GKS Katowice (po sezonie 2010/11)
- Krzysztof Kozłowski → Bisset Polonia Bytom
  -  Łukasz Blot → Legia Warszawa (grudzień 2011)[80]
  -  Justin Mazurek → ?